# 豊永陽子
豊永 陽子（とよなが ようこ、1977年4月15日 - ）は、日本の陸上競技選手。2005年ヘルシンキ世界陸上選手権女子砲丸投代表、2007年大阪世界陸上選手権女子砲丸投代表。現在、生光学園中学校・高等学校講師を務める。徳島県板野郡松茂町出身。

## 来歴
徳島県立城ノ内高等学校→国士舘大学体育学部に学ぶ。大学卒業後は、社会福祉法人健祥会へ入社し、系列専門学校の職員として業務に従事しながら競技を継続。2003年、静岡国体で、大学の後輩でもある森千夏を破り優勝。日本一に輝く。その後、アテネオリンピック出場を目指し、競技に専念するため健祥会を退社し、家業の農業に従事。クラブチーム「T-FARM」を設立した。
五輪代表は逃したが、2005年の日本選手権で優勝し、ヘルシンキ世界陸上選手権代表に選出された。また、アジア選手権でも日本代表となり活躍した。2007年、日本選手権で優勝し、大阪世界陸上選手権出場を決めた。